# Fièvre pourprée des montagnes Rocheuses
 Mise en garde médicale
La fièvre pourprée des montagnes Rocheuses est la rickettsiose la plus grave et la plus fréquente des États-Unis, et elle a été diagnostiquée partout dans le continent américain. Les synonymes pour la fièvre pourprée des montagnes Rocheuses dans d'autres pays sont les suivants : « Typhus à tiques, » « fièvre de Malvoisie » (en Colombie), « fièvre de São Paulo » ou « febre maculosa » (au Brésil), et « fiebre manchada » (au Mexique) . La maladie est provoquée par Rickettsia rickettsii, une  espèce de bactérie qui est transmise aux humains par une tique dure (Dermacentor). Les symptômes de la maladie sont la fièvre, des céphalées, et des myalgies, suivis de boutons purulents. En l’absence de traitement précoce et approprié, cette pathologie est à risque mortel.
Il est maintenant reconnu que cette maladie est largement répandue dans l'ensemble du territoire des États-Unis, et s’étend au nord jusqu’au Canada et au sud en Amérique centrale et à certaines parties de l’Amérique du Sud. Entre 1981 et 1996, cette maladie a été signalée dans chaque État des États-Unis à l’exception d’Hawaii, du Vermont, du Maine, et de l’Alaska.
La fièvre pourprée des montagnes Rocheuses demeure aujourd'hui encore une maladie infectieuse sérieuse et représentant potentiellement un risque d’issue mortelle, ce qui explique le régime de surveillance spécifique appliqué en France par l'Afssaps à la bactérie afin d'en empêcher tout usage illégal. En dépit de la disponibilité d’un traitement efficace et d’avancées dans les soins médicaux, environ 3 % à 5 % des malades atteints meurent encore de cette infection. Cependant, un traitement antibiotique efficace a réduit significativement le nombre de décès provoqués par la fièvre pourprée des montagnes Rocheuses : avant la découverte de la tétracycline et du chloramphénicol vers la fin des années 1940, au moins 30 % des personnes infectées par R.Rickettsii mouraient.

## Biologie
La fièvre pourprée des montagnes Rocheuses, comme toutes les rickettsioses, est classée comme zoonose. Les zoonoses sont des maladies animales qui peuvent être transmises à l’homme. Beaucoup de zoonoses ont besoin d’un vecteur (par exemple, un moustique, une tique, ou des acariens) pour être transmises de l’hôte animal à l’hôte humain. Dans le cas de la fièvre pourprée des montagnes Rocheuses, les tiques sont les hôtes normaux, servant à la fois de réservoirs et de vecteurs pour R.rickettsii. Les tiques transmettent l’agent infectieux à des vertébrés essentiellement par leur piqûre. Moins fréquemment, l’infection peut survenir après une exposition aux tissus écrasés d’une tique, à ses fluides biologiques, ou à ses excréments.

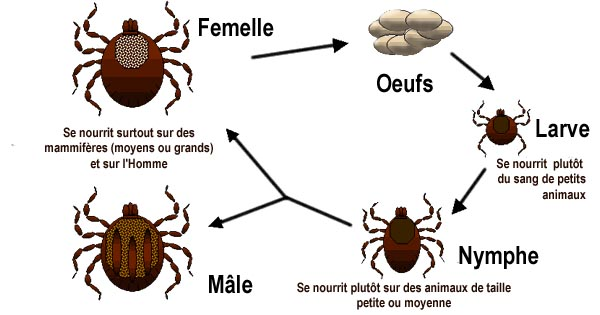
Le cycle biologique de Dermacentor variabilis et Dermacentor andersoni (tiques de la Famille des Ixodidae)

Une tique femelle peut transmettre R. rickettsii à ses œufs dans un processus appelé transmission par les œufs. Les tiques peuvent également s’infecter par R. rickettsii tout en se nourrissant du sang d’un hôte au stade de larve ou  de nymphe. Lorsque la tique se métamorphose dans sa forme suivante, R. rickettsii peut être transmis au deuxième hôte au cours du repas de sang. En outre, les tiques mâles peuvent transmettre R. rickettsii aux tiques femelles par l’intermédiaire des fluides corporels ou des spermatozoïdes pendant l’accouplement. Ces modes de transmission expliquent comment des générations ou des stades de développement larvaire successifs peuvent continuer à rester infectés. Une fois infectée, la tique peut rester porteuse du microbe pathogène pendant toute la durée de sa vie.
Les Rickettsies sont transmises à un vertébré hôte par la salive pendant qu'une tique se nourrit. Ce processus dure habituellement plusieurs heures à partir du moment où la tique se fixe sur sa proie et commence à s’alimenter avant que les rickettsies soient transmises à l’hôte. Le risque d'exposition à une tique porteuse de R. rickettsii est faible. En général environ 1 % à 3 % seulement de la population de tiques héberge R. rickettsii, même dans les zones où la majorité des cas humains sont rapportés.
Il y a 2 vecteurs principaux de R. rickettsii aux États-Unis, la  tique du chien et la tique des bois des montagnes Rocheuses. Les tiques du chien d’Amérique (Dermacentor variabilis) sont largement répandues à l'est des montagnes Rocheuses et se retrouvent également dans des zones limitées de la côte Pacifique. Les chiens et les mammifères de taille moyenne sont les hôtes préférés de D. variabilis adulte, bien qu'elle s’alimente volontiers sur d'autres grands mammifères, y compris les humains. Cette tique est l’espèce la plus couramment identifiée comme responsable de la transmission de R. rickettsii à des humains. Les tiques des bois des montagnes Rocheuses (Dermacentor andersoni) sont trouvées dans les états des montagnes Rocheuses et au sud-ouest du Canada. Le cycle biologique de cette tique peut nécessiter jusqu'à 2 à 3 ans pour être totalement bouclé. Les tiques adultes s’alimentent principalement sur de grands mammifères. Les larves et les nymphes s’alimentent sur de petits rongeurs.
On a démontré que d'autres espèces de tiques pouvaient être infectées naturellement par R. rickettsii ou servir de vecteurs expérimentaux en laboratoire. Cependant, ces espèces sont seulement susceptibles de jouer un rôle mineur dans l’écologie de R. rickettsii.

## Épidémiologie
La fièvre pourprée des montagnes Rocheuses est une maladie connue aux États-Unis depuis 1918. Ces 50 dernières années, environ 250 à 1 200 cas ont été rapportés annuellement, bien qu'il soit probable qu’il ait davantage de cas mais que beaucoup d’entre eux ne soient pas signalés (source CDC, United States Centers for Disease Control).
Plus de 90 % des patients présentant la fièvre pourprée des montagnes Rocheuses sont infectés entre le mois d’avril et le mois d’août. Cette période correspond à la saison d’augmentation des effectifs des populations  de tiques du genre Dermacentor  adultes et nymphes. La notion d’une piqûre ou d'une exposition aux habitats infestés par les tiques est retrouvée dans approximativement 60 % des cas de fièvre pourprée des montagnes Rocheuses.
La moitié des infections par la fièvre pourprée des montagnes Rocheuses aux États-Unis sont rapportées dans la partie sud de la côte Atlantique des États-Unis (le Delaware, le Maryland, Washington DC, la Virginie, la Virginie-Occidentale, la Caroline du Nord, la Caroline du Sud, la Géorgie, et la Floride). L'infection survient également dans d'autres régions des États-Unis, notamment la côte Pacifique l’(État de Washington, l’Oregon, et la Californie)ainsi que l'ouest et le sud (l’Arkansas, la Louisiane, l’Oklahoma, et le Texas).
Les états où les taux d’incidence de la fièvre pourprée des montagnes Rocheuses sont les plus élevées sont la Caroline du Nord et l'Oklahoma ; ces deux états concentrent à eux seuls 35 % de tous les cas rapportés aux États-Unis par les CDC de 1993 à 1996. Bien que la fièvre pourprée des montagnes Rocheuses ait été identifiée la première fois dans les états des montagnes Rocheuses, moins de 3 % des cas survenus aux États-Unis ont été rapportés dans cette zone pendant la période correspondante (1993-1996).
La fréquence des cas rapportés de fièvre pourprée des montagnes Rocheuses est plus élevée chez les hommes, les Caucasiens, et les enfants. Deux-tiers des cas se produisent chez des enfants de moins de 15 ans, avec un pic entre 5 et 9 ans. Les individus en contact fréquent avec les chiens et qui résident près de zones boisées ou de plaines avec de hautes herbes peuvent également présenter un risque accru d'infection.
L'infection à Rickettsia rickettsii est également documentée en Argentine, au Brésil, en Colombie, au Costa Rica, au Mexique, et au Panamá. Les agents infectieux précédemment décrits provoquent d'autres types de fièvres pourprées dans d'autres régions du monde.

## Clinique
Il peut être très difficile de diagnostiquer la  fièvre pourprée des montagnes Rocheuses à son début, même pour des médecins expérimentés qui connaissent la maladie.
Les patients infectés par R. rickettsii consultent généralement un médecin pendant la première semaine de la maladie, après une période d'incubation d'environ une à deux semaines après une piqûre de tique. Le tableau clinique des premiers stades de la fièvre pourprée des montagnes Rocheuses n’est pas spécifique et peut ressembler à de nombreuses autres maladies infectieuses et non-infectieuses.
Les symptômes initiaux peuvent comprendre les signes suivants :
- la fièvre ;
- des nausée ;
- des vomissements ;
- des maux de tête sévères ;
- des myalgies (douleurs musculaires) ;
- un manque d'appétit.

Les symptômes plus tardifs comprennent :
- une éruption maculopapuleuse ;
- des pétéchies ;
- des douleurs abdominales ;
- des douleurs articulaires.

La triade classique évocatrice de cette maladie comprend les signes suivants, la fièvre, l’éruption, et la notion d’une piqûre de tique. Cependant, ce groupement de symptômes n'est pas souvent identifiable quand le patient se présente à la première consultation.
L'éruption  apparaît d'abord 2 à 5 jours après le début de la fièvre et n'est pas souvent présente ou peut être peu étendue quand le patient est vu par un médecin au début de la maladie. Les patients les plus jeunes développent habituellement une éruption plus tôt que les patients plus âgés. Le plus souvent elle débute par de petites taches (des  macules), plates, roses, non-prurigineuses (pas de démangeaisons) sur les poignets, les avant-bras, et les chevilles. Ces taches pâlissent quand une pression est exercée sur elles (la disparition des papules à la vitropression permet de différencier l’érythème du purpura). Par la suite l’éruption s’étend sur toute la surface de la peau. Le rouge caractéristique, du purpura de la fièvre pourprée des montagnes Rocheuses n’apparaît habituellement qu'au sixième jour après le début des symptômes ou plus tard encore et ce type d'éruption ne se manifeste que chez seulement 35 % à 60 % des patients. L'éruption atteint les paumes ou les plantes chez 50 % à 80 % des patients ; cependant, cette localisation peut n’apparaître que tardivement au cours de l’évolution de la maladie. Au moins 10 % à 15 % des patients peuvent ne jamais présenter d’éruption.
Les examens de laboratoire chez les patients atteints de la fièvre pourprée des montagnes Rocheuses peuvent montrer certaines anomalies notamment une thrombopénie, une hyponatrémie, ou une élévation des enzymes hépatiques.
La fièvre pourprée des montagnes Rocheuses peut être une maladie sévère et les patients ont souvent besoin d’être hospitalisés. Puisque R. rickettsii infecte les cellules de la paroi des vaisseaux sanguins dans tout le corps, les manifestations graves de cette maladie peuvent impliquer le système respiratoire, le système nerveux central, le système gastro-intestinal, ou le système rénal. Les facteurs dépendant de l’hôte associés à un risque d’évolution vers une forme grave ou une issue fatale pour la fièvre pourprée des montagnes Rocheuses sont le grand âge, le sexe masculin, l’appartenance  ethnique afro-américaine, l'alcoolisme chronique, et le déficit en Glucose-6-phosphate déshydrogénase(G6PD). Le déficit en G6PD est une anomalie génétique liée au sexe affectant approximativement 12 % de la population masculine afro-américaine des États-Unis ; le déficit de cette enzyme est associé à une proportion élevée de cas graves de fièvre pourprée des montagnes Rocheuses. C'est une forme  clinique rare qui est souvent mortelle dans les 5 jours qui suivent le début de la maladie.
Les séquelles à long terme de l'infection aiguë par la fièvre pourprée des montagnes Rocheuses comprennent des paralysies partielles des extrémités des membres inférieurs, une gangrène conduisant à  l'amputation des doigts, des orteils, ou  bien des bras ou des jambes, une perte d'audition, une perte de contrôle de la vessie, des troubles moteurs et des troubles du langage. Ces complications sont plus fréquentes chez les malades ayant présenté une forme sévère avec mise en jeu du pronostic vital ou ayant nécessité des hospitalisations prolongées.

## Traitement
Le traitement antibiotique approprié est initié immédiatement quand une suspicion de fièvre pourprée des montagnes Rocheuses est évoquée sur la base des constatations cliniques et épidémiologiques. Le traitement  ne doit pas être retardé par l’attente de la confirmation du diagnostic par le laboratoire.
Si le patient est traité dans les 4 à 5 premiers jours de la maladie, la fièvre s'abaisse généralement dans un délai de 24 à 72 heures de traitement avec un antibiotique approprié (habituellement une tétracycline). En fait, l’absence de réponse à un traitement antibiotique par tétracycline est un argument contre le diagnostic de fièvre pourprée des montagnes Rocheuses. Les patients les plus sévèrement atteints peuvent avoir besoin de davantage de temps avant que la fièvre baisse, particulièrement si plusieurs organes ont été atteints. Le traitement préventif des patients non-malades qui viennent d’être piqués par une tique n'est pas recommandé et ne peut, en fait, que seulement retarder  le début de la maladie.
La doxycycline (pour des adultes, 100 mg toutes les 12 heures. Pour des enfants au-dessous de 45 kilogrammes, 4 mg/kg de poids corporel par jour fractionné en deux prises) est le traitement de choix pour des patients atteints. Le traitement est poursuivi au moins pendant 3 jours après la chute de la fièvre et jusqu'à amélioration clinique indiscutable, généralement pour une durée totale de 5 à 10 jours minimum. Une forme sévère ou compliquée peut nécessiter un traitement de plus longue durée. La doxycycline est également le médicament préféré pour les patients atteints d'ehrlichiose, une autre infection transmise par les tiques avec des symptômes qui peuvent ressembler à la fièvre des montagnes Rocheuses.
Le chloramphénicol est un traitement alternatif à la maladie ; cependant, cette substance peut être associée à un large éventail d'effets secondaires et peut nécessiter une surveillance attentive des paramètres sanguins (car elle peut être responsable d’une aplasie médullaire).

## Histoire
La fièvre pourprée des montagnes Rocheuses a été identifiée pour la première fois en 1896 dans la plaine de la rivière Snake dans l’Idaho et s'est à l'origine appelée la « rougeole noire » en raison de l'éruption caractéristique. C'était une maladie redoutée et fréquemment mortelle qui avait atteint des centaines de personnes dans cette région. Au début des années 1900, la distribution géographique identifiée de cette maladie s’est étendue jusqu’à entourer des régions des États-Unis allant au nord jusqu’à l’État de Washington et le Montana et au sud jusqu’à la Californie, l’Arizona, et le Nouveau-Mexique.
Howard T. Ricketts fut le premier à établir l'identité de l'organisme infectieux qui provoque cette maladie. Lui et d'autres ont déchiffré les caractéristiques épidemiologiques de base de la maladie, y compris le rôle de vecteurs des tiques. Leurs études ont constaté que la fièvre pourprée des montagnes Rocheuses est provoquée par Rickettsia  rickettsii. Cette espèce survit dans la nature grâce à un cycle biologique complexe impliquant les tiques et des mammifères ; les humains sont considérés comme les hôtes accidentels et ne sont pas impliqués dans le cycle normal de transmission de ce microbe pathogène. Tragiquement – et par ironie du sort – le Dr Ricketts est mort du typhus (une autre rickettsiose) au Mexique en 1910, peu de temps après avoir achevé ses recherches remarquables sur la fièvre des montagnes Rocheuses.